# L'abisso della morte
L'abisso della morte (Die Schlucht des Todes) è un film muto tedesco del 1923 diretto da Luciano Albertini, Alberto-Francis Bertoni e Max Obal.

## Produzione
Il film venne prodotto dalla Albertini-Film GmbH e fu girato in Sassonia e in Brandeburgo.

## Distribuzione
Distribuito dalla Phoebus-Film AG con il visto di censura B.7225 che ne vietava la visione ai minori, fu presentato in prima a Berlino l'11 maggio 1923 all'Alhambra Kurfürstendamm.